# اساف رامون
اساف رامون ((به عبری: אסף רמון); انگلیسی: Assaf Ramon) خلبان نیروی هوایی ارتش اسرائیل بود که در سن ۲۱ سالگی، بر اثر سقوط هواپیمای جنگنده‌اش در حین آموزش هوایی در نزدیکی حبرون در کرانه باختری رود اردن کشته شد.

## خانواده
اساف رامون فرزند ارشد ایلان رامون، خلبان نیروی هوایی ارتش اسرائیل و اولین فضانورد اسرائیلی بود که در حادثه انفجار فضاپیمای کلمبیا در حال بازگشت به جو زمین کشته شد. پدر وی یکی از خلبانان نیروی هوایی اسرائیل بود که در سال ۱۹۸۱ میلادی و در جریان جنگ ایران و عراق به تأسیسات اتمی عراق، به نام اوسیراک حمله کرد و با موفقیت عملیات نابودی نیروگاه اتمی اوسیراک را به پایان رساند.
اساف رامون دارای دو برادر و یک خواهر بود.

## خدمت در ارتش اسرائیل
اساف رامون که در هنگام مرگ پدرش ۱۵ سال داشت، با رسیدن به سن ۱۸ سالگی به خواست خود به نیروهای دفاعی اسرائیل پیوست و پس از شرکت در آزمون‌های بسیار مشکلی، موفق به ورود به دانشکده نیروی هوایی اسرائیل شد. 
وی با موفقیت دوره دانشکده نیروی هوایی را پشت سر گذاشت و به عنوان «دانشجوی برجسته» فارغ‌التحصیل شد و به درجه ستوانی نائل آمد. او به مدال افتخار ریاست جمهوری نیز دست یافت. رامون اعلام کرده بود که قصد داشته‌است که همچون پدرش پس از خلبانی وارد شغل فضانوردی شود.

## مرگ
اساف رامون در تاریخ ۱۳ سپتامبر ۲۰۰۹ میلادی، هنگامی که با هواپیمای جنگی اف-۱۶ فایتینگ فالکن در ارتفاعات آسمان کرانه باختری رود اردن در حال تمرین حمله هوایی به جنگنده‌های دشمن بود، دچار سانحه شد و هواپیمایش سقوط کرد و او نیز در این حادثه کشته شد.فرمانده نیروهای هوایی اسرائیل دستور تحقیقات در مورد علت سقوط هواپیما را صادر کرد.یک فلسطینی ناشناس در مصاحبه با تلویزیون اسرائیل اعلام کرد که هواپیما پیش از سقوط در ارتفاع پائین پرواز می‌کرده‌است.
همه مقامات سیاسی و فرماندهان ارتش اسرائیل با شنیدن درگذشت او، بیانیه‌های ویژه‌ای انتشار دادند و فقدان او را به خانواده‌اش تسلیت گفتند. 
در مراسم خاکسپاری اساف رامون، صدها تن از شخصیت‌های بلندپایه کشوری و لشکری اسرائیل شرکت داشتند و حتی بنیامین نتانیاهو، نخست‌وزیر، برای شرکت در مراسم خاکسپاری اساف رامون، دیدارش را با جرج میچل، فرستاده ویژه صلح ایالات متحده آمریکا (که او نیز در این خاکسپاری حضور یافت) را به تعویق انداخت.
شیمعون پرس، رئیس‌جمهور اسرائیل، اساف رامون را «یکی از بهترین‌های اسرائیل» خطاب کرد و فقدان او را به ملت اسرائیل تسلیت گفت.
خبر کشته شدن او در رسانه‌های اسرائیل بازتاب گسترده‌ای داشت.